# Cato (New York)
Cato est une ville (town) américaine du comté de Cayuga, dans l'État de New York. Selon le recensement de 2020, la ville comptait 2 445 habitants. La ville doit son nom à Caton l'Ancien, un homme d'État romain. Le nom a été attribué par les géomètres du Military Tract, et est l'une des nombreuses villes et villages portant un nom classique.
La ville de Caton comprend une partie d'un village également nommé Caton, ainsi que l'ensemble du village de Meridian. Caton se trouve au nord-ouest de Syracuse.

## Histoire
La ville se trouvait dans le Central New York Military Tract (en), réservé aux vétérans de la Révolution américaine . Les colons sont arrivés au compte-gouttes au début du XIXe siècle. Après la guerre de 1812, la population augmente plus rapidement.
La ville a été formée en 1802 à partir d'une partie de la ville d'Aurelius,. Cato a ensuite été réduite en taille lorsque de nouvelles villes ont été formées : Sterling en 1812, et en 1821 Conquest, Ira et Victory. Une partie de la ville d'Ira a été rendue à Cato en 1824.

## Personnes notables
- Howard Frank Mosher (en), romancier
- Regan Smith, pilote de course NASCAR
- Josh Warner (en), joueur de football professionnel (Chicago Bears)

## Géographie
Selon le Bureau du recensement des États-Unis, la ville a une superficie totale de  33,6 mi2 (87,02 km2).
La ville de Cato se trouve à l'est du comté de Cayuga, de sorte que sa limite est constitue la frontière du comté d'Onondaga. La limite sud est définie par la rivière Seneca et le canal Érié.
Le village de Cato est situé à la limite nord de la ville ; sa moitié s'étend jusqu'à Ira, au nord. Le village de Meridian se trouve à l'est de Cato et est entièrement intégré à la ville. La route 34 de l'État de New York, orientée nord-sud, croise la route 370 de l'État de New York, orientée est-ouest, à Cato. Le terminus sud de la route 176 de l'État de New York se trouve à la NY-370, à l'est de Meridian.

## Démographie
Selon le recensement  de 2000, la ville compte 2 744 habitants, 994 ménages et 747 familles résidant dans la ville. La densité de population est de 81,6 hab/mi2 (31,5 hab/km2). La composition raciale de la ville est de 97,74 % de Blancs, 0,36 % de Noirs ou Afro-Américains, 0,40 % d'Amérindiens, 0,29 % d'Asiatiques, 0,04 % d'Insulaires du Pacifique, 0,07 % d'autres races et 1,09 % de deux races ou plus. Les Hispaniques ou Latino de toute race représentaient 0,36 % de la population.
Parmi ces 994 ménages, dont 36,4 % avaient des enfants de moins de 18 ans vivant avec eux, 62,0 % sont des couples mariés vivant ensemble, 7,6 % ont une femme au foyer sans mari présent, et 24,8 % sont des non-familles. 19,6 % de tous les ménages sont composés de personnes seules, et 9,9 % ont une personne vivant seule âgée de 65 ans ou plus. La taille moyenne des ménages est de 2,76 personnes et la taille moyenne des familles de 3,16 personnes.
La population de la ville est étalée sur toutes les tranches d'âge : 29 % ont moins de 18 ans, 6,6 % ont entre 18 et 24 ans, 29,2 % avaient entre 25 et 44 ans, 24,5 % avaient entre 45 et 64 ans et 10,6 % avaient 65 ans ou plus. L’âge médian est de 37 ans. Pour 100 femmes, on compte 100,7 hommes. Pour 100 femmes de 18 ans et plus, on compte 98,2 hommes.

## Économie
En 2000, le revenu médian des ménages de la ville est de 43 281 $ et celui des familles de 49 028 $. Le revenu médian des hommes est de 35 150 $, contre 24 572 $ pour les femmes. Le revenu par habitant est de 19 941 $. Environ 6,0 % des familles et 8,3 % de la population vivent sous le seuil de pauvreté, dont 9,5 % des moins de 18 ans et 11,7 % des 65 ans et plus.

## Communautés et localités de la ville de Cato
- Cato – Le village de Cato chevauche la limite nord de la ville, à la jonction des routes NY-34 et NY-370. La partie nord du village de Cato se trouve dans la ville d'Ira.
- Lac de la croix (Cross Lake) – Un grand lac à la limite est de la ville.
- Meridian – Le village de Meridian se trouve à la limite nord de la ville sur la NY-370.
- Lac de la loutre (comté de Cayuga, New York) (en) – Un lac au sud de Meridian.
- Étang de Parker (Parker Pond) – Un petit lac à l’angle sud-est du village de Cato.
- Aéroport de Whitford (en) (code FAA : B16) – Un aéroport d'aviation générale près de la limite sud de la ville. On l'appelle aussi « aéroport de Weedsport ».